# لويس كارديناس
لويس كارديناس (بالإسبانية: Luis Cárdenas) (15 سبتمبر 1993 في المكسيك - ) هو لاعب كرة قدم مكسيكي في مركز حراسة المرمى. لعب مع نادي مونتيري.

## وصلات خارجية
- لويس كارديناس على موقع إي إس بي إن إف سي (الإنجليزية)
- لويس كارديناس على موقع قاعدة بيانات كرة القدم.إي يو (الإنجليزية)
- لويس كارديناس على موقع Soccerway.com (الإنجليزية)
- لويس كارديناس على موقع AS.com (الإسبانية)